# Powiat Pécs
Powiat Pécs, powiat Pecz (węg. Pécsi járás) – jeden z dziewięciu powiatów komitatu Baranya na Węgrzech. Siedzibą władz jest Pecz.

## Miejscowości powiatu Pécs
- Abaliget
- Aranyosgadány
- Áta
- Bakonya
- Baksa
- Birján
- Bogád
- Bosta
- Cserkút
- Egerág
- Ellend
- Görcsöny
- Gyód
- Husztót
- Keszü
- Kisherend
- Kovácsszénája
- Kozármisleny
- Kökény
- Kővágószőlős
- Kővágótöttös
- Lothárd
- Magyarsarlós
- Nagykozár
- Ócsárd
- Orfű
- Pecz
- Pécsudvard
- Pellérd
- Pogány
- Regenye
- Romonya
- Szalánta
- Szemely
- Szilvás
- Szőke
- Szőkéd
- Tengeri
- Téseny